# Phelotrupes bicolor
Phelotrupes bicolor är en skalbaggsart som beskrevs av Leon Fairmaire 1888. Phelotrupes bicolor ingår i släktet Phelotrupes och familjen tordyvlar. Inga underarter finns listade i Catalogue of Life.